# Дейвид Стори
Дейвид Стори (на английски: David Storey) е британски драматург, сценарист, и писател на произведения в жанра съвременен роман. Бивш професионален играч на ръгби в лигата.

## Биография и творчество
Дейвид Малкълм Стори е роден на 13 юли 1933 г. в Уейкфийлд, Йоркшър, Англия. Има двама братя, единият от които умира малко след раждането на Дейвид.
Учи в мъжката езикова гимназия „Кралица Елизабет“ в Уейкфийлд. На 18 г. подписва договор за професионален играч на ръгби с „Лийдс“, където играе в продължение на 4 сезона. Заедно с играта в отбора, печели стипендия и учи в училището за изящни изкуства „Слейд“ в Лондон, и опитва да пише, докато пътува с влака. След като спечелва пари се откупва от „Лийдс“ и се посвещава на писателската си кариера.
През 1956 г. се жени за Барбара Хамилтън, с която имат двама сина и две дъщери.
Първият му роман „Спортен живот“ е публикуван през 1960 г. Удостоен е с наградата „Макмилън“, а през 1963 г. е адаптиран в едноименния филм с участието на Ричард Харис, Рейчъл Робъртс и Алън Бадел.
Следващите му романи са високо оценени от критиката и са удостоени с различни награди. Въпреки това някои от произведенията му не са приети за публикуване и това го насочва да опита да пише пиеси и сценарии. Първата му пиеса „Restoration of Arnold Middleton“ е издадена през 1967 г., с която печели наградата на „Ивнинг Стандарт“ за най-обещаващ млад драматург.
Следващата му пиеса „In Celebration“ от 1969 г. е филмирана през 1972 г. в успешния едноименен филм с участието на Алън Бейтс и Брайън Кокс.
Главна тема в романите на Стори са отношенията между социалните класи. Характерни са с дългите описания на околностите. Той се счита за от водещите автори на социалния реализъм.
Дейвид Стори умира от усложнения от паркинсон на 27 март 2017 г. в Кентиш Таун, Северен Лондон.

## Произведения

### Самостоятелни романи
- This Sporting Life (1960) – награда „Макмилън“
Спортен живот, изд.: Медицина и физкултура, София (1975), прев. Юлиана Касабова
- Flight into Camden (1960) – награда „Съмърсет Моъм“
- Radcliffe (1963)
- Pasmore (1972) – награда „Джефри Фабер“
Пасмор, изд.: Хр. Г. Данов, София (1982), прев. Ваня Ангелова
- A Temporary Life (1973)
- Edward (1973)
- Saville (1976) – награда „Букър“
Савил, изд.: Народна култура, София (1980), прев. Борис Дамянов
- A Prodigal Child (1981)
- Present Times (1984)
- The Phoenix (1993)
- A Serious Man (1998)
- A Star in the West (1999)
- As It Happened (2002)
- Thin-Ice Skater (2004)

### Пиеси и сценарии
- Restoration of Arnold Middleton (1967)
- In Celebration (1969)
- The Contractor (1970)
- Home (1970)
- The Changing Room (1972)
- Cromwell (1973)
- The Farm (1973)
- Life Class (1975)
- Early Days (1980)
- The March on Russia (1989)

### Сборници
- Stories to Remember (1956)
- Changing Room / Home / Contractor (1981)
- Storey's Lives: Poems, 1951-91 (1992) – поеми
- Plays One: The Contractor, Home, Stages, Caring (1992)
- Plays Three: Changing Room, Cromwell, Life Class (1998)

### Филмография
- 1963 This Sporting Life – по романа
- 1968 NET Playhouse – ТВ сериал, 1 епизод
- 1971 Mooi weer vandaag – ТВ филм
- 1971 Great Performances – ТВ сериал, 1 епизод
- 1972 Home – ТВ филм
- 1972 / 1980 Play for Today – ТВ сериал, 2 епизода – по „Посмор“ и „Home“
- 1973 Proslava – ТВ филм
- 1974 Ter ere van... – ТВ филм
- 1974 The Contractor – ТВ филм
- 1975 In Celebration
- 1975 Farma – ТВ филм
- 1981 Early Days – ТВ филм
- 1989 Theatre Night – ТВ сериал, 1 епизод